# Samuel Wilson (futbolista)
Samuel Israel Wilson Rostrán (Chinandega, 9 de abril de 1983) es un exfutbolista nicaragüense. Jugaba como delantero de la Selección de fútbol de Nicaragua y en el equipo Real Estelí F.C. de la Primera División de Nicaragua.
Fue entrenado por un exprofesor de fútbol (su padrino) del Colegio "Hogar Paulo VI" de Chinandega, siendo incorporado al equipo Scorpion F.C. de esa ciudad para ser luego firmado por el Real Estelí F.C. con el cual ha sido Campeón Nacional y participado en la Liga de Campeones de Concacaf.

## Selección nacional
Samuel Wilson fue el anotador de los 2 goles de la Selección de fútbol de Nicaragua frente a la Selección de fútbol de Guatemala en el partido por el quinto puesto de la Copa de Naciones de la UNCAF 2009, donde los Nicas se impusieron a Guatemala 2-0, clasificándolos así, en esa noche mágica, por primera vez en su historia, a la Copa Oro de la CONCACAF.
Estuvo considerado como el jugador más completo de Nicaragua, por su rapidez, agilidad técnica y fuerte disparo. Es uno de los pocos futbolistas nicaragüenses reconocidos a nivel centroamericano.
Fue un jugador habitual en la selección nacional de Nicaragua desde 2007 hasta su retiro en 2013.

### Goles internacionales
Resumen de Goles con la Selección de Nicaragua
- Clasificación para la Copa Mundial de Fútbol 0 goles

- Amistosos 0 goles

- Copa de Oro 0 goles

- Copa Centroamericana 2 goles

- Goles Totales: 2 goles